# Oberossenbach
Oberossenbach ist ein Wohnplatz in der Gemeinde Kürten im Rheinisch-Bergischen Kreis.

## Lage und Beschreibung
Der Ort liegt westlich der Bundesstraße 506 südlich von Eisenkaul.

## Geschichte
Ein Ossenbach bei Kürten wurde erstmals im Jahr 1439 als Ossenberg urkundlich erwähnt. Der Appellativ im Ortsnamen geht wie unschwer erkennbar auf einen Berg zurück, das Bestimmungswort Ossen bedeutet „Ochsen“.
Die Topographia Ducatus Montani des Erich Philipp Ploennies aus dem Jahre 1715, Blatt Amt Steinbach, belegt, dass der Ort bereits 1715 als Ort mit mehreren Höfen bestand und als Ossenbach bezeichnet wurde. Aus der Charte des Herzogthums Berg 1789 von Carl Friedrich von Wiebeking geht hervor, dass Oberossenbach zu dieser Zeit Teil der Honschaft Bechen im gleichnamigen Kirchspiel im Landgericht Kürten war. Er benennt den Ort als Oberossenbach.
Unter der französischen Verwaltung zwischen 1806 und 1813 wurde das Amt Steinbach aufgelöst und Oberossenbach wurde politisch der Mairie Kürten im Kanton Wipperfürth  im Arrondissement Elberfeld zugeordnet. 1816 wandelten die Preußen die Mairie zur Bürgermeisterei Kürten im Kreis Wipperfürth.
Oberossenbach gehörte zu dieser Zeit zur Gemeinde Bechen.
Der Ort ist auf der Topographischen Aufnahme der Rheinlande von 1824 als Hohen Ossmich und auf der Preußischen Uraufnahme von 1840 als Ober Ossenbach verzeichnet.
Ab der Preußischen Neuaufnahme von 1892 ist er auf Messtischblättern regelmäßig als Oberossenbach verzeichnet.
1822 lebten 36 Menschen im als Hof kategorisierten und Hohen Osemich bezeichneten Ort.
1830 hatte der Ort 40 Einwohner und wurde mit Hohen-Osemich bezeichnet.
Die Gemeinde- und Gutbezirksstatistik der Rheinprovinz führt Oberossenbach 1871 mit sechs Wohnhäusern und 17 Einwohnern auf.
Im Gemeindelexikon für die Provinz Rheinland von 1888 werden drei Wohnhäuser mit 14 Einwohnern angegeben und der Ort mit Ober Ossenbach bezeichnet.
1895 hatte der Ort ein Wohnhaus und elf Einwohner, der Ort wird Ober Ossenbach genannt.
1905 besaß der Ort zwei Wohnhäuser und zwölf Einwohner und gehörte konfessionell zum katholischen Kirchspiel Bechen.
1927 wurden die Bürgermeisterei Kürten in das Amt Kürten überführt. In der Weimarer Republik wurden 1929 die Ämter Kürten mit den Gemeinden Kürten und Bechen und Olpe mit den Gemeinden Olpe und Wipperfeld zum Amt Kürten zusammengelegt. Der Kreis Wipperfürth ging am 1. Oktober 1932 in den Rheinisch-Bergischen Kreis mit Sitz in Bergisch Gladbach auf.
1975 entstand aufgrund des Köln-Gesetzes die heutige Gemeinde Kürten, zu der neben den Ämtern Kürten, Bechen und Olpe ein Teilgebiet der Stadt Bensberg mit Dürscheid und den umliegenden Gebieten kam.